# Nepalsia picea
Nepalsia picea is een hooiwagen uit de familie Assamiidae.